# Entre Brenne et Montmorillonnais
Entre Brenne et Montmorillonnais est une course cycliste française disputée au mois de juillet dans les départements de l'Indre et de la Vienne. Depuis 2019, elle fait partie du calendrier de UCI Europe Tour en catégorie 1.2.
Ancienne course du calendrier national, elle constitue une manche du Challenge d'or jusqu'en 2018, année où elle figure également au programme de la Coupe de France DN1.

## Palmarès
| Année                              | Vainqueur         | Deuxième          | Troisième           |
| Tour du Canton de Saint-Savin      |                   |                   |                     |
| ---------------------------------- | ----------------- | ----------------- | ------------------- |
| 2011                               | Pierre Drancourt  | Blaise Sonnery    | Maxime Pinel        |
| 2012                               | Jérémy Fabio      | Anthony Thomas    | Steven Garcin       |
| À travers le Pays Montmorillonnais |                   |                   |                     |
| 2013                               | Yannick Martinez  | Pierre Moncorgé   | Steven Tronet       |
| 2014                               | Alo Jakin         | Yoann Barbas      | Pierre Lebreton     |
| 2015                               | Jérémy Cabot      | Flavien Maurelet  | Nicola Toffali      |
| Entre Brenne et Montmorillonnais   |                   |                   |                     |
| 2016                               | Silver Mäoma      | Damien Touzé      | Gwénnaël Tallonneau |
| 2017                               | non organisé      | non organisé      | non organisé        |
| 2018                               | Geoffrey Bouchard | Adrien Guillonnet | Taruia Krainer      |
| 2019                               | Alberto Dainese   | Žiga Jerman       | Matthew Walls       |